# Uza
Uza, po svojih nekdanjih pečeh imenovan tudi Uza-les-Forges (gaskonsko Husar), je naselje in občina v francoskem departmaju Landes regije Akvitanije. Naselje je leta 2009 imelo 153 prebivalcev.

## Geografija
Kraj leži v pokrajini Gaskonji ob reki Vignac, 40 km severozahodno od Daxa.

## Uprava
Občina Uza skupaj s sosednjimi občinami Castets, Léon, Lévignacq, Linxe, Lit-et-Mixe, Saint-Julien-en-Born, Saint-Michel-Escalus, Taller in Vielle-Saint-Girons sestavlja kanton Castets s sedežem v Castetsu. Kanton je sestavni del okrožja Dax.

## Zanimivosti
- neogotska cerkev sv. Ludvika iz konca 60. let 19. stoletja,
- Château d'Uza.